# Ashikaga Mochiuji

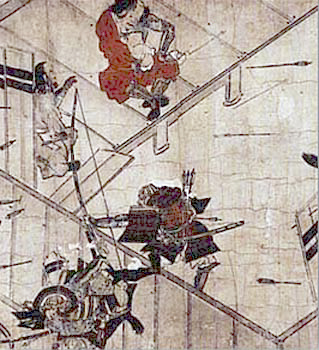
Ashikaga Mochiuji se estripa em Yōan-ji, perto de Kamakura (de Yūki Kassen Ekotoba)

Ashikaga Mochiuji (足利持氏) (1398 - 1439) foi o quarto kantō kubō do governo regional Kamakura-fu durante o período Sengoku, da história do Japão. Durante a sua longa e turbulenta governação a relação entre o leste e o oeste do país atingiu o nível mais baixo de sempre. Kamakura foi finalmente atacada pelo xogum Ashikaga Yoshinori e retomada por meio da força. Mochiuji e o seu filho mais velho Yoshihisa acabaram por cometer seppuku, escapando da captura dos inimigos.